# Macaca libyca
Macaca libyca — доісторичний макак пізнього міоцену з Ваді-Натрун, Єгипет.